# Homeland (Fernsehserie)/Staffel 8
Die achte Staffel der US-amerikanischen Fernsehserie Homeland wurde 2020 erstmals im Fernsehen ausgestrahlt, beim US-Sender Showtime. In Deutschland war sie 2021 erstmals im Fernsehen zu sehen.

## Wichtige Figuren
- Carrie Mathison: ehemalige CIA-Agentin
- Saul Berenson: Nationaler Sicherheitsberater, ehemaliger Mentor und Vorgesetzter von Carrie Mathison
- Max Piotrowski: Überwachungsexperte
- Yevgeny Gromov: Beamter des russischen Militärnachrichtendienstes GRU
- Tasneem Qureishi: Leiterin des pakistanischen Geheimdienstes Inter-Services Intelligence
- Haissam Haqqani: Taliban-Führer
- Jalal Haqqani: Sohn und Kritiker von Haissam Haqqani
- David Wellington: Stabschef des Weißen Hauses
- Abdul Qadir G'ulom: General und Vizepräsident, später Präsident, von Afghanistan
- Ben Hayes: US-Vizepräsident, später US-Präsident
- Mike Dunne: Chief of Station der Kabuler CIA-Station
- Jenna Bragg: CIA-Agentin in Kabul
- John Zabel: außenpolitischer Berater von Präsident Hayes

## Veröffentlichung
Die deutschsprachige Erstausstrahlung der achten Staffel erfolgte anteilig sowohl durch den schweizerischen Sender Puls 8 als auch durch den deutschen Sender Sat.1 emotions. Puls 8 strahlte die Episoden vom 11. März bis 27. Mai 2021 donnerstags aus, wobei die erste Episode in deutschsprachiger Erstausstrahlung lief. Sat.1 emotions zeigte die Staffel in Doppelepisoden freitags vom 12. März bis 16. April 2021, wobei es sich bei der zweiten und den folgenden Episoden um die deutschsprachige Erstausstrahlung handelt.

## Handlung
| Nr. (ges.) | Nr. (St.) | Deutscher Titel           | Originaltitel       | Erstausstrahlung USA | Deutschsprachige Erstausstrahlung (D/CH) | Regie               | Drehbuch                            |
| --- | --------- | ------------------------- | ------------------- | -------------------- | ---------------------------------------- | ------------------- | ----------------------------------- |
| 85 | 1         | 180 Tage                  | Deception Indicated | 9. Feb. 2020         | 11. März 2021                            | Lesli Linka Glatter | Debora Cahn, Alex Gansa             |
| Berenson führt für die USA in Doha Friedensgespräche mit den Taliban, deren Vertreter die Verhandlungen aber scheitern lassen wollen, als der afghanische Vizepräsident G'ulom ihnen die Freilassung von gefangenen Taliban verweigert. Berenson engagiert daher Carrie Mathison für eine Geheimmission im Afghanistan, welche zum Ziel hat, die Friedensgespräche doch noch erfolgreich enden zu lassen. Für die Mission darf Carrie das Militärkrankenhaus in Deutschland verlassen, in dem sie sich seit ihrer über 200-tägigen russischen Gefangenschaft erholt. Da Carrie an den Großteil ihrer Gefangenschaft keine Erinnerungen hat, steht sie beim CIA unter dem Verdacht, der russischen Seite zugearbeitet zu haben beziehungsweise dies nach wie vor zu tun. Deshalb wird Carrie von Mike Dunne, dem Leiter der Kabuler CIA-Station, überwacht, nachdem sie dort eingetroffen ist. Bei einem eigenmächtigen Ausflug in Kabul entdeckt sie, dass einer ihrer früheren Kontaktleute vor fünf Monaten von den Taliban exekutiert wurde. Kurz vor einem Treffen mit G'ulom ist sie schockiert, als sie den GRU-Beamten Yevgeny Gromov, der sie in ihrer Gefangenschaft verhört hat, aus G'uloms Zimmer kommen sieht. Unterdessen trifft Max bei einem US-Militärstützpunkt in Afghanistan nahe der pakistanischen Grenze ein und repariert dort ein Gerät zur Überwachung der Taliban-Aktivität in Pakistan. |           |                           |                     |                      |                                          |                     |                                     |
| 86 | 2         | Der große Schwindel       | Catch and Release   | 16. Feb. 2020        | 12. März 2021                            | Lesli Linka Glatter | Patrick Harbinson, Chip Johannessen |
| Carrie möchte G'ulom in dessen Büro dazu bringen, seine Verweigerung der Freilassung von 1000 Taliban-Häftlingen öffentlich zu widerrufen. Jedoch muss sie eingestehen, dass sie kein Druckmittel hat, um ihn zu überzeugen. Da trifft es sich gut, dass sie in der Kabuler CIA-Station einen anonymen Hinweis auf Samira Noori erhält, eine politische Gegnerin G'uloms, deren Ehemann einst durch G'ulom zu Tode kam. Bei der Durchsuchung von Samiras Wohnung entdeckt Carrie einen USB-Stick mit Informationen, denen zufolge G'ulom öffentliche Gelder veruntreut hat. Mit der Drohung, diese Informationen zu enthüllen, erreicht Carrie, dass G'ulom seine Verweigerung der Freilassung der Taliban-Häftlinge öffentlich widerruft. Wenig später lässt Gromov sie wissen, dass der anonyme Tipp von ihm kam. Unterdessen hört Max Telefonate mit, denen zufolge der Taliban-Anführer Haqqani Interesse an einer Beendigung des Krieges habe, und informiert Berenson darüber. Dieser begibt sich daraufhin nach Peshawar, um Haqqani persönlich zu treffen. Um Haqqani darüber zu informieren, nutzt er einen kürzlich durch die USA aus Guantanamo freigelassenen Großcousin Haqqanis aus. Tasneem Qureishi, Leiterin des pakistanischen Geheimdienstes ISI, erfährt von dem geplanten Treffen und möchte es zur Sicherung pakistanischen Einflusses sabotieren. Sie lässt Haqqanis Autokonvoi kurz, bevor er Berenson erreicht hätte, durch Beschuss angreifen. Während des Angriffs wird Berenson durch Haqqanis Gefolgsleute entführt und zu ihm gebracht.                                                               |           |                           |                     |                      |                                          |                     |                                     |
| 87 | 3         | Das unglückliche Land     | False Friends       | 23. Feb. 2020        | 19. März 2021                            | Keith Gordon        | Alex Gansa, Howard Gordon           |
| Bei dem Angriff auf den Autokonvoi sterben vier von Haqqanis Gefolgsleuten. Berenson bestreitet Haqqanis Vorwurf, er bzw. die USA seien für den Angriff verantwortlich, und vermutet einen Verräter in Haqqanis Reihen. Bei dem Verräter handelt es sich um Haqqanis einzigen, noch lebenden Sohn Jalal, der gerade Besuch von Qureishi hat, als ihn sein Vater telefonisch zu sich bittet. Bei ihm angekommen, erweist sich Jalal als Verräter, als er Qureishi anruft. Statt Jalal, wie bei Verrätern üblich, zur Strafe zu töten, verstößt sein Vater ihn aus der Familie. Danach zu Fuß unterwegs auf einer Straße, steigt er zu Qureishi ins Auto. Berenson kann indes Haqqani davon überzeugen, dem Friedensvertrag mit den USA zuzustimmen, und wird wieder freigelassen. US-Präsident Warner befragt in einem Online-Treffen Carrie Mathison, wie er den Friedensvertrag dem amerikanischen Volk am besten verkaufen könnte. Sie empfiehlt ihm dabei, sich zur Verkündung des Friedens selbst nach Afghanistan zu begeben. Bei Dunne setzt sich Carrie erfolgreich dafür ein, vor ihrer Rückkehr in das Militärkrankenhaus in Deutschland für 48 Stunden nach den Beweggründen für Gromovs mutmaßliche Hilfe zu suchen. Sie vermutet, dass er überlaufen will, und arrangiert in Kabul ein Treffen mit ihm, wo sie von ihren CIA-Kollegen zunächst abgehört wird. Dann begeben sich beide an eine Stelle außerhalb des abgehörten Bereichs, wo Gromov ihr sagt, dass er von ihrem einstigen Versuch weiß, ihre kleine Tochter zu ertränken.                                                                                 |           |                           |                     |                      |                                          |                     |                                     |
| 88 | 4         | Präsidenten an Bord       | Chalk One Up        | 1. März 2020         | 19. März 2021                            | Seith Mann          | Patrick Harbinson, Chip Johannessen |
| Berenson lässt Carrie zur Bagram Air Base bringen, wo US-Präsident Warner eintrifft. Er dankt ihr für ihr Opfer in Moskau und informiert sie darüber, dass er ihre Hilfe annimmt und zusammen mit dem afghanischen Präsidenten Daoud eine US-Militärbasis in Afghanistan besucht, um das Kriegsende zu verkünden. Die beiden Präsidenten fliegen in einem Militärhubschrauber zu dem Außenposten Steedley, in dem auch Max stationiert ist. Live im US-Fernsehen übertragen, verkündet Warner neben Daoud vor den versammelten Soldaten das Kriegsende, ehe sie den Posten per Hubschrauber wieder verlassen. Unterdessen wendet sich Samira telefonisch hilfesuchend an Carrie, weil ihr Schwager Bilal, ein Taliban, sie entführen will, um sie zwangsweise wieder zu verheiraten. Mit ihrem Team schafft es Carrie, Samira aus der Gewalt von Bilal und seinen Gefolgsleuten zu befreien. Indes verschwindet der Hubschrauber mit Warner und Daoud an Bord von den Radarschirmen, der Begleithelikopter mit dem Kamerateam an Bord entdeckt sein Wrack abgestürzt in einem Bergwald. Bewaffnete Kämpfer nähern sich dem Wrack und schießen den Begleithubschrauber mit einer Panzerfaust ab. |           |                           |                     |                      |                                          |                     |                                     |
| 89 | 5         | Der traurigste aller Tage | Chalk Two Down      | 8. März 2020         | 26. März 2021                            | Alex Graves         | Patrick Harbinson, Chip Johannessen |
| Vom Außenposten Steedley aus rückt eine Gruppe US-Soldaten, begleitet von Max, zu Fuß in Richtung des Präsidentenhubschrauber-Wracks vor. Dort finden sie alle Insassen inklusive beider Präsidenten tot vor, während sich bewaffnete Kämpfer nähern, die sie als Taliban vermuten und zu beschießen beginnen. US-Vizepräsident Ben Hayes muss nun als neuer Oberbefehlshaber im Weißen Haus die Entscheidung treffen, ob er das Wrack bombardieren lässt, um zu vermeiden, dass die Taliban Warners Leiche schänden und öffentlich zur Schau stellen. Da sich Hayes schockiert und unsicher zeigt, überlässt er die Entscheidung seinem Stabschef David Wellington, der die Bombardierung befürwortet. Unter zunehmendem Beschuss durch die Kämpfer ziehen sich die US-Soldaten kurz vor der Bombardierung zurück, wobei Max in letzter Sekunde den Flugschreiber des Hubschraubers bergen kann und alle außer ihm sterben. Unterdessen ist Carrie in Kabul dem Grund für den Absturz des Präsidentenhubschraubers nachgegangen und dabei zu der Erkenntnis gelangt, dass der Helikopter von einem Ingenieur durch einen anderen Helikopter ersetzt worden war; als Absturzursache kommt Reparaturbedürftigkeit in Betracht. G'ulom, der seit geraumer Zeit insgeheim mit Qureishi paktiert, behauptet indes vor der Presse, dass Haqqani die Schuld für den Tod der Präsidenten trägt, ordnet seine Ergreifung an und verhängt das Kriegsrecht. Haqqani, der ggü. Berenson telefonisch seine Unschuld beteuert, kann deshalb die Stadt nicht verlassen.                                                                           |           |                           |                     |                      |                                          |                     |                                     |
| 90 | 6         | Zwei Minuten              | Two Minutes         | 15. März 2020        | 26. März 2021                            | Tucker Gates        | Debora Cahn, Alex Gansa             |
| Max wird von einem Taliban-Kämpfer gefangengenommen und bei einem erfolglosen Fluchtversuch angeschossen. Während er sich, gefesselt an ein Bett, erholt, verhökert der Taliban den Flugschreiber an einen afghanischen Händler, der ihn mit anderen Geräten auf Eseln abtransportieren lässt. Indes lässt G'ulom 300 gefangengenommene Taliban in einem Kabuler Stadion einsperren und droht öffentlich mit ihrer Hinrichtung, sollte sich Haqqani nicht binnen 24 Stunden stellen. Dass Hayes diesen Plan des neuen afghanischen Präsidenten in einem Telefonat nicht ernsthaft ablehnt, erschüttert Wellington so sehr, dass dieser sich hilfesuchend an Berenson wendet. Indes erfährt erfährt Berenson von Dunne, dass Carrie sie beide über den Inhalt ihres Gesprächs mit Gromov belogen hat. Berenson hegt deshalb den ernsten Verdacht, dass sich Carrie von Gromov ausnutzen lässt. Zudem kann beim nun ermittelnden FBI der Verdacht entstehen, Carrie sei für den Tod der Präsidenten mitverantwortlich. Aus diesen Gründen schickt Berenson sie unverzüglich zurück in die Rehabilitation in Deutschland. Bei ihrer Abfahrt aus der CIA-Station sieht sie Haqqani, wie er sich den USA ausliefert. Am Kabuler Flughafen lässt Carrie ihre CIA-Begleiterin glauben, in das Flugzeug gestiegen zu sein, flüchtet jedoch insgeheim mit der Hilfe von Gromov, den sie auch nutzen will, um Max zu finden. |           |                           |                     |                      |                                          |                     |                                     |
| 91 | 7         | Auge um Auge              | Fucker Shot Me      | 22. März 2020        | 2. Apr. 2021                             | Lesli Linka Glatter | Patrick Harbinson, Chip Johannessen |
| Haqqani lässt sich durch Berenson zu dem Stadion bringen, wo G'ulom ihn verhaften lässt und im Gegenzug die 300 gefangenen Taliban freilässt. Da Haqqani nun ein Schauprozess mit Todesurteil droht, bespricht Berenson in einer Videokonferenz mit Wellington, wie sich die Todesstrafe für ihn verhindern ließe. Während die Konferenzteilnehmer erwägen, die für den Prozess zuständige Richterin zu beeinflussen, werden sie von Hayes überrascht, der dieses Vorhaben ablehnt und Wellington später dafür rügt, hinter seinem Rücken zu agieren. G'ulom erfährt in einem 4-Augen-Gespräch im Oval Office von Hayes, dass dessen Berater gegen G'uloms Vorgehen im Zusammenhang mit Haqqani sind. Zu Wellingtons Missfallen engagiert Hayes David Zabel als seinen neuen außenpolitischen Berater. Mit dem Ziel, Haqqanis Todesurteil und einen dadurch womöglich entstehenden neuen Krieg zu verhindern, wendet sich Berenson in Rawalpindi an Qureishis Vater, der einen ähnlichen Einfluss wie seine Tochter zu haben scheint. Danach erklärt sich Qureishi dazu bereit, Berenson beim Beeinflussen der Richterin zu helfen, von der sie so einen Aufschub des Gerichtsverfahrens erreichen. Der Plan misslingt aber, da der Prozess von einem anderen Richter eröffnet wird, der Haissam Haqqani nach wenigen Minuten zum Tode verurteilt. Indes spürt Carrie mit Gromov im pakistanisch-afghanischen Grenzgebiet Max auf und muss mitansehen, wie Jalal Haqqani ihn für eine Videoaufzeichnung vorbereiten lässt. |           |                           |                     |                      |                                          |                     |                                     |
| 92 | 8         | Jemand namens Max         | Threnody(s)         | 29. März 2020        | 2. Apr. 2021                             | Michael Klick       | Patrick Harbinson, Chip Johannessen |
| Jalal Haqqani droht in dem online verbreiteten Video mit der Ermordung von Max, sollte sein Vater wie geplant hingerichtet werden. Zwar ersucht Hayes zwecks Rettung von Max G'ulom um einen Aufschub von Haissam Haqqanis Hinrichtung, doch ändert Hayes sein Ansinnen auf Drängen von Zabel wieder. Beobachtet von Berenson, lässt G'ulom im Gefängnishof Haissam Haqqani erschießen, woraufhin Jalal, aus der Ferne beobachtet von Carrie, Max erschießt. Danach erklärt sich Jalal in einer Versammlung von Taliban zum Nachfolger seines Vaters als deren Anführer. Dabei gibt er unter großem Beifall zu verstehen, dass er mit dem Friedenskurs seines Vaters zu brechen gedenkt, und präsentiert seinen Anhängern einen Granatwerfer, mit der er den Präsidentenhubschrauber abgeschossen habe. Eine Videoaufzeichnung dieser Szene verbreitet sich online und wird Zabel zugespielt, kurz bevor Hayes eine Fernsehansprache an die US-Nation hält. Von Zabel mit dem Video konfrontiert, lässt sich Hayes von einer kurzfristigen Änderung seines Redetextes überzeugen. Darin droht er, sehr zum Missfallen von Wellington, mit einem Einmarsch von US-Truppen in Pakistan, sollte Jalal nicht den USA ausgeliefert werden. Berenson lässt sich zum Sterbeort von Max fliegen, um dessen Leiche sowie Carrie mitzunehmen. Als Berensons Begleitteam Carrie festnehmen will, setzt sie sich ab und begibt sich mit Gromov auf die Suche nach dem Flugschreiber. |           |                           |                     |                      |                                          |                     |                                     |
| 93 | 9         | Zwischen Schwarz und Weiß | In Full Flight      | 5. Apr. 2020         | 9. Apr. 2021                             | Dan Attias          | Alex Gansa, Howard Gordon           |
| Unter Nutzung von Kameradrohnen lässt Dunne mit dem Ziel, Carrie zu ergreifen, von Kabul aus das Auto überwachen, in dem sie mit Gromov nach Kohat fährt. Dort vereinbart sie, um Mitternacht einen Mann zu treffen, der ihr den Flugschreiber verkaufen möchte. Um bis dahin nicht von den CIA-Agenten ergriffen zu werden, die ihr in die Stadt gefolgt sind, lässt sie sich von Dunnes Mitarbeiterin Jenna Bragg insgeheim den Aufenthaltsort der Agenten nennen, und steckt diese Information mit Gromovs Hilfe an die örtliche Polizei durch, welche die Agenten verhaftet. Bei dem Treffen erwirbt sie, bewilligt durch Berenson, mit gut einer Million US-$ den Flugschreiber. Mit Gromov erfährt sie daraus, dass dem Absturz ein technisches Problem unmittelbar vorausging. Ehe sie diese Information weitergeben kann, sediert Gromov sie und lässt den Flugschreiber von Gefolgsleuten mitnehmen. Unterdessen wurde Berenson zurück nach Washington, D. C., beordert. Im Weißen Haus gelingt es ihm nicht, Hayes von dem außenpolitischen Kurs abzubringen, zu dem ihn Zabel ermutigt. Parallel dazu versucht Qureishi, Jalal davon zu überzeugen, unterzutauchen. Sie hat damit jedoch keinen Erfolg, da Jalal sich nicht länger vom ISI kontrollieren lassen möchte. Daher entscheidet sie, Jalal zu beschützen. Angesichts von Hayes’ Drohung bringt Pakistan nahe der afghanischen Grenze Nuklearwaffen in Stellung. |           |                           |                     |                      |                                          |                     |                                     |
| 94 | 10        | Nutzlose Wahrheit         | Designated Driver   | 12. Apr. 2020        | 9. Apr. 2021                             | Michael Offer       | Patrick Harbinson, Chip Johannessen |
| Anhand ihres Gedächtnisprotokolls informiert Carrie Berenson über den Inhalt der Aufzeichnung des Flugschreibers, wonach ein mechanischer Defekt Absturzursache war. In Gromovs Kabuler Wohnung sucht sie nach Hinweisen auf dessen Aufenthaltsort. Kurz danach lässt Gromov sie für kurze Zeit entführen und bietet ihr an, ihr den Flugschreiber zu überlassen, sofern sie ihn über die Identität von Berensons angeblichem, seit Jahrzehnten im Kreml operierendem Doppelagenten informiert. Da für Berenson Carries Aussage über den Inhalt der Aufzeichnung mangels Glaubwürdigkeit nicht verwertbar ist, um Hayes’ außenpolitischen Kurs zu beeinflussen, bittet er den russischen Botschafter darum, für das Auffinden Gromovs und des Flugschreibers zu sorgen. Damit hat er aber keinen Erfolg. Indes stellt sich Carrie den Beamten in der Kabuler CIA-Station, von denen sie als abtrünnige Agentin gesucht wird, und wird von ihnen in ein Flugzeug für den Rückflug nach Amerika gebracht. Unterdessen verhandelt Wellington mit dem pakistanischen Botschafter die Freilassung der in Kohat gefangengenommenen US-Agenten, um die politische Lage zwischen den USA und Pakistan zu beruhigen. Als diese Agenten die pakistanisch-afghanische Grenze passieren wollen, wird der sie befördernde Bus vom Auto des Selbstmordattentäters Balach gerammt. Balach, ein Taliban, Kritiker von Jalal und rechte Hand von Haissam Haqqani, wurde zu diesem Schritt von Jalal gezwungen, der dazu mit der Ermordung seiner Familie drohte.                                                                                     |           |                           |                     |                      |                                          |                     |                                     |
| 95 | 11        | Genossin Lehrerin         | The English Teacher | 19. Apr. 2020        | 16. Apr. 2021                            | Michael Cuesta      | Patrick Harbinson, Chip Johannessen |
| Zurück in Washington, D. C., wird Carrie gerichtlich zahlreicher Delikte angeklagt, so auch Landesverrats. Berenson erreicht jedoch, dass sie aus ihrer Haft in seine Obhut entlassen wird. Sie macht sich auf die Suche nach Berensons russischem Kontakt und stößt dabei auf Andrei Kuznetsov, den Berenson 1987 aus Ostberlin exfiltriert hatte. Von Kuznetsov erfährt Carrie, dass Berenson einst Bücher mit rotem Ledereinband nutzte, um mit ihm zu kommunizieren. Rückblenden zeigen, dass Berensons Kontakt Anna Pomerantseva ist, eine frühere Englisch-Lehrerin, die sich freiwillig gegen den Kreml wandte, da die Schüler ihrer Klasse hingerichtet worden waren, nachdem Kuznetsov, ebenfalls Schüler dieser Klasse, übergelaufen war. In der Gegenwart arbeitet Pomerantseva als leitende Dolmetscherin des GRU und ist als solche gerade bei einem UN-Gipfeltreffen in New York. Carrie entdeckt Notizen in den Bindungen der rotledernen Bücher aus Berensons Sammlung, welche mit erfolgreichen amerikanischen Geheimdienstmissionen übereinstimmen. Daraufhin arrangiert sie ein Treffen mit Gromov, um ihm ihre Erkenntnisse mitzuteilen. Da sie die Identität von Berensons russischem Agenten aber nach wie vor nicht kennt, schlägt Gromov ihr als Alternative zur Neutralisierung des Agenten vor, Berenson zu töten. |           |                           |                     |                      |                                          |                     |                                     |
| 96 | 12        | Nacht über Moskau         | Prisoners of War    | 26. Apr. 2020        | 16. Apr. 2021                            | Lesli Linka Glatter | Alex Gansa, Howard Gordon           |
| Carrie räumt gegenüber Berenson ihre Abmachung mit Gromov ein. Berenson jedoch weigert sich, ihr seinen russischen Agenten zu nennen. Sie flieht daraufhin ins Westjordanland, wo Berensons Schwester Dorit lebt. Unter dem Vorwand der Mitteilung, Berenson sei gestorben, erreicht Carrie, dass Dorit ihr einen Briefumschlag mit einem USB-Stick gibt, welchen Berenson dort einst deponiert hatte, um im Falle seines Todes seine Geheimkontakte an Carrie weiterzugeben. Der Stick enthält eine Videoaufzeichnung, in der Berenson Anna Pomerantseva als seine Agentin identifiziert. Carrie zeigt dieses Video Gromov, der daraufhin seinen Vorgesetzten auf dem UN-Gipfel davon berichtet. Indes hat Berenson Pomerantseva vor ihrer Enttarnung gewarnt. Ehe sie von Russen festgenommen werden kann, begeht sie im Keller des UN-Gebäudes Suizid. Über die Identität der Agentin informiert, veröffentlicht der russische UN-Botschafter den Inhalt des Flugschreibers und wendet somit einen Krieg zwischen den USA und Pakistan ab. Zwei Jahre später lebt Carrie mit Gromov in Moskau und erhält Berenson in den USA per Post ein Päckchen mit dem Vorabdruck eines von Carrie verfassten Buchs, in dem sie aus ihrer Geheimdiensttätigkeit berichtet und die Vereinigten Staaten denunziert. In der Bindung des Buchs entdeckt er, ähnlich wie bei der Kommunikation mit Pomerantseva, eine Notiz, welche Informationen darüber nahelegt, wie sich das russische Raketenabwehrsystem überlisten lässt. Er scheint zu begreifen, dass die Notiz von Carrie stammt, welche nun seine neue russische Agentin geworden ist. |           |                           |                     |                      |                                          |                     |                                     |